# Маціорськ
Маціо́рськ (інші назви Маціурське, Матерське) — село в Україні, у Новоушицькій селищній територіальній громаді Кам'янець-Подільського району Хмельницької області. До адміністративної реформи 19 липня 2020 року село належало до Новоушицького району. Населення становить 215 осіб (зі 120 дворів).

## Загальні відомомсті
Околицями села протікає річка Матірка, що бере початок поблизу села Любомирівки та впадає в одну з численних заток Дністра. Фізично селище розміщується на кордоні Хмельниччини з Вінницькою обл., своїм західним боком воно переходить у Вільховець, на півдні ж розташоване село Нова Гута.

### Історія
Поселення Маціорськ дуже давнє. Тут були відомі селища: Борщова, Балин, Миколина, Осичина, Тараща, Долина, Поруби. Наприкінці XVII ст. (1672-1699рр) тут побували турки — це була їхня фортеця. Наразі від неї залишився лише турецький вал.
На даній території було знайдено скіфське городище VII-VIII ст до н.е. У 1898 р. тут розкопали два наконечника стріли - один ромбоподібний, інший тригранний, якісної обробки, наконечник списа (чотиригранний) та тонку бойову сокиру.

## Населення

### Мова
Розподіл населення за рідною мовою за даними перепису 2001 року:
| Мова       | Відсоток |
| ---------- | -------- |
| українська | 99,59%   |
| російська  | 0,41%    |

## Символіка

### Герб
Щит у золотій оправі, фон – блакитного кольору. У верхній частині, по кутах, зображено два жовтих сонця, що символізують дві релігійні громади села. По середині щита навхрест зображено козацька шабля та рушниця, як символ козацьких битв на території. У нижній частині блакитною лінією відділено водойма, яка знаходяться біля села. Три пагорби зеленого кольору – горбиста місцевість.

### Прапор
Прямокутне полотнище складається з трьох частин. Верхня частина прапора блакитного кольору, середня – зеленого кольору, нижня – синього кольору. Блакитний колір символізує колір неба, вдосконалення духу. Зелений колір – пагорби, горбисту місцевість. Синій колір – водойма, яка знаходяться біля села.